# Myrmarachne vulgarisa
Myrmarachne vulgarisa là một loài nhện trong họ Salticidae.
Loài này thuộc chi Myrmarachne. Myrmarachne vulgarisa được Alberto Barrion & James A. Litsinger miêu tả năm 1995.